# Sideshow (Ilúvatar)
Sideshow is een muziekalbum van Ilúvatar uit Baltimore. Het album bevat tracks opgenomen in de geluidsstudio Secret Sound in Baltimore; de andere tracks zijn liveopnamen gemaakt tijdens Progday (1 september 1996, Storybook Farms, Chapel Hill (North Carolina), tracks 4 en 5) en Orion-studio (Baltimore, tracks 6 en 7).

## Musici
- Glenn McLaughlin – zang
- Dean Morekas – basgitaar, baspedalen, achtergrondzang
- Dennis Mullin – gitaar
- Jim Rezek – toetsinstrumenten
- Rick Fleischermann – slagwerk (tracks 4,5,6,7)
- Gary Chambers – slagwerk op de andere tracks
- Mick Trimble – basgitaar op track 2

## Muziek
| Nr. | Titel                                      | Duur |
| --- | ------------------------------------------ | ---- |
| 1.  | Cracker (radioversie)                      | 4:46 |
| 2.  | New found key (radioversie)                | 3:34 |
| 3.  | All we are (niet eerder verschenen opname) | 5;15 |
| 4.  | Marionette (live)                          | 5:39 |
| 5.  | Emperor’s new clothes (live)               | 7:04 |
| 6.  | Funk massage (live studio)                 | 7:04 |
| 7.  | Sparks (live studio)                       | 3:26 |
| 8.  | Eye next to glass (remix)                  |      |
| 81. | Naamloos                                   | 5:45 |